# Balören, İzmit
Balören là một xã thuộc thành phố İzmit, tỉnh Kocaeli, Thổ Nhĩ Kỳ. Dân số thời điểm năm 2010 là 783 người.